# Жорже Жезуш
Жорже Фернандо Пиньейро де Жезуш (на португалски: Jorge Fernando Pinheiro de Jesus, произнася се Жоржи Фернанду Пиньейру ди Жезуш), по-известен като Жорже Жезуш, роден на 25 юли 1954 година, е бивш португалски футболист, десен полузащитник, и настоящ треньор по футбол. 

## Кариера

### Кариера като футболист
Юноша е на Спортинг Лисабон, но първите години от кариерата си прекарва под наем в отборите на Пениче и Олянензе. През сезон 1975/76 успява да дебютира за Лисабонските лъвове, като записва 12 мача и 1 гол на сметката си. През следващите 14 години играе последователно в Белененсеш, Риопеле, Ювентуде, Униао де Лейрия, Витория Сетубал, Фарензе, Ещрела Амадора, Атлетико Лисабон, Бенфика Кастело Бранко и Алманчилензе, където на 36 години приключва активната си кариера.

### Кариера като треньор
Веднага след като приключва кариерата си на футболист, Жезуш започва да тренира нискоразрядния отбор Амора. Негов треньор е до 1993 г., когато преминава във втородивизионния Фелгуейраш. През следващия сезон (1994/95) успява го класира в Примейра Лига, където успява да го задържи до 1998 г. След това се завръща в Ещрела Амадора, този път като треньор, и успява да изведе отбора до осмото място в крайното класиране в два поредни сезона. След сезон 1999/00 за две години е треньор на Витория Сетубал, с чийто тим също успява да спечели промоция за елита. Междувременно в негово отсъствие Ещрела Амадора изпада във втора дивизия. Жезуш се завръща за трети път, отново печелейки промоция за Примейра лига. В средата на сезон 2003/04 поема застрашения от изпадане от Примейра Лига тим на Витория Гимараеш, като до края на сезона успява да го измъкне от зоната на изпадащите. През 2006 застава начело на Белененсеш. Още в първия си сезон извежда отбора до финал за Купата на Португалия, което се оказва достатъчно, за да се класира за Купата на УЕФА. През май 2008 г. напуска Белененсеш, и само ден по-късно поема Спортинг Брага. Извежда Брага до триумф в Купа Интертото, с което го превръща в единствения португалски отбор, печелил това състезание.

#### Бенфика
На 17 юни 2009 г. е официално назначен за треньор на Бенфика. В първия си сезон като треньор на Лисабонските орли, Жезуш извежда отбора до първата му титла след 5 години пауза. В Лига Европа достига до 1/4-финал, където губи от Ливърпул. През лятната пауза са продадени основните звезди на отбора – Анхел Ди Мария и Рамиреш, което се отразява на формата на отбора, който в последвалия сезон успява да спечели само Купата на Португалия. През сезон 2011/12 извежда отбора до 1/4-финалите в Шампионската лига и до второ място в португалското първенство. През последвалите сезони (2012/13 и 2013/14) достига до два поредни финала в Лига Европа, като през 2013 г. губи от Челси с гол в последната минута, а през 2014 г. – с дузпи от Севиля. Във вътрешното първенство Бенфика подобрява играта си, ставайки шампион в две поредни години. С това Жезуш печели 10 трофея с Бенфика, което го прави статистически най-успешният треньор в историята на отбора.

#### Спортинг Лисабон
На 5 юни 2015 г. подписва предварителен договор със Спортинг Лисабон – кръвния враг на Бенфика. В първия си сезон начело на Лисабонските лъвове, Жезуш извежда отбора до второто място в крайното класиране, на две точки зад Бенфика.

## Успехи

### Като треньор
Белененсеш
- Финалист за Купата на Португалия (1): 2006/07

 Спортинг Брага
- Носител на Купа Интертото (1): 2008

 Бенфика
- Шампион на Португалия (3): 2009/10, 2013/14, 2014/15
- Носител на Купата на Португалия (1): 2013/14
- Носител на Купата на Лигата (5): 2009/10, 2010/11, 2011/12, 2013/14, 2014/15
- Носител на Суперкупата на Португалия (1): 2014
- Финалист в Лига Европа (2): 2012/13, 2013/14

 Спортинг Лисабон
- Носител на Суперкупата на Португалия (1): 2015